# Africanis
L'Africanis est un chien originaire d'Afrique australe, il est reconnu par le Kennel Union of South Africa (KUSA) mais pas encore par la FCI et il est considéré comme un chien antique descendant directement de chiens parias de l'ancienne Afrique.